# 3619 Nash
3619 Nash eller 1981 EU35 är en asteroid i huvudbältet som upptäcktes den 2 mars 1981 av den amerikanska astronomen Schelte J. Bus vid Siding Spring-observatoriet. Den är uppkallad efter Douglas B. Nash.